# Le Sourn
Le Sourn település Franciaországban, Morbihan megyében. Lakosainak száma 2128 fő (2022. január 1.). Le Sourn Pontivy, Saint-Thuriau, Guern, Malguénac és Pluméliau-Bieuzy községekkel határos.

## Népesség
A település népességének változása:
| Lakosok száma | 1008 | 1589 | 1790 | 1981 | 2075 | 2117 | 2107 | 2104 | 2124 | 2128 |
|               | 1968 | 1982 | 1990 | 2006 | 2013 | 2015 | 2017 | 2019 | 2020 | 2022 |